# 西三旗街道
西三旗街道，是中华人民共和国北京市海淀區下辖的一个街道办事处。

## 历史
现西三旗街道辖域原属东升乡:191，2000年3月30日分离出西三旗街道办事处。
西三旗原本是东升乡小营村委会下辖的自然村，因曾为明代军屯驻地而得名（明军衛所制中每个“小旗”管辖10名士兵）:196；明朝迁都北京后曾在清河以北设西二旗、西三旗等牧马养马场，明朝后期养马场逐渐废弃，附近逐渐形成以小旗编号和所处方位命名的村落。

## 行政区划
西三旗街道下辖以下地区：
永泰东里第一社区、永泰园第一社区、清缘里社区、建材西里社区、机械学院联合社区、永泰北里社区、永泰东里第二社区、永泰西里社区、宝盛里社区、轮胎厂社区、建材东里社区、清缘东里社区、悦秀园社区、电科院社区、沁春家园社区、育新花园社区、冶金研究院社区、北新集团社区、9511工厂联合社区、永泰庄社区、清润家园社区、永泰园第二社区、建材城联合社区、小营联合社区、怡清园社区、枫丹丽舍社区、知本时代社区、清景园社区、清缘西里社区和富力桃园社区。